# Ken Ishikawa
Pour les articles homonymes, voir Ishikawa.
Ken Ishikawa (石川賢, Ishikawa Ken), de son vrai nom Ken'ichi Ishikawa (石川賢一, Ishikawa Ken'ichi), est un mangaka japonais né le 28 juin 1948 à l'actuel Nasukarasuyama, dans la préfecture de Tochigi, et mort le 15 novembre 2006, à l'âge de 58 ans, à la suite d'une crise cardiaque.
Ishikawa est le cocréateur de la série Getter Robot avec Gō Nagai, dont il était le protégé. Leur première collaboration, parue chez Shōnen Gahōsha en 1969, fut Gakuen Bangaichi, un manga plus dans le style et genre de Go Nagai que dans ceux de Ken Ishikawa. À sa mort en 2006, Ishikawa a laissé derrière lui une longue collaboration de plus de 30 ans avec Gō Nagai et la société de production de ce dernier : Dynamic Planning.
Un hommage par Jérôme Wicky lui a été rendu dans le numéro double du Journal de Mickey no 2871-2872, paru le 27 juin 2007 en France. Il contient un épisode de Mickey à travers les mondes, dédié à Ken Ishikawa.

## Œuvres principales

### Anime
- Cherry Miel (rôle?) (1973)[2]
- Getter Robo (rôle?) (1974)
- Getter Robo - Le film  (rôle?) (1974)
- Getter Robot G (en) (rôle?) (1975-1976)
- Great Mazinger tai Getter Robo (rôle?) (1975)
- Great Mazinger tai Getter Robo G - Kuuchuu Dai-Gekitotsu (rôle?) (1975)
- Cybot Robotchi (idée originale) (1982-1983)
- Robby the Rascal (ja) (rôle?) (1985)
- Maju Sensen - Beast Fighter (rôle?) (1990)
- Getter Robot Go (en) (rôle?) (1992)
- Dragon Slayer (chara-designer) (1992) [3]
- Getter Robo: Armageddon (en) (rôle?) (1998)
- Shin Getter Robo vs Neo Getter Robo (rôle?) (2000)
- Beast fighter, l'apocalypse (rôle?) (2003)[4]

- New Getter Robo (en) (rôle?) (2004)

### Manga
- Getter Robot (avec Gō Nagai) (2 vol) (1972), 3 vol, Isan Manga, 2015
- Getter Robot G (avec Go Nagai) (2 vol) (1972), 2 vol, Isan Manga, 2023
- Maju Sensen (3 vol) (1975)
- Seimaden (vol?) (1977)
- Battle Hawk (avec Go Nagai) (? vol) (1978)[5]
- Machine Saurer ou Machine Zouler (seulement les 6 premiers mois) (1978)
- Makai Tenshō (?vol (1986)
- Heaven and Earth (? vol) (1987)
- Kyomu Senshi Miroku (6 vol) (1988-1990)
- Cutey Honey (1973 - 6 chapitres, version concomitante avec celle de Go Nagai dans un autre magazine)
- Cutey Honey Flash (avec Go Nagai) (? vol) (1990)
- Seiten Taisen Freeder Bag (2 Vol) (1990)
- Skull Killer Jakio (2 vol) (1990)
- Fatal Fury (1 vol) (1994), édition Black Box, 2020
- Samurai Spirits (1 vol) (1995), édition Black Box, 2023
- Neo Devilman (? vol) (1996-1998)
- Trouble - MAGA (? vol) (2000)
- Eurasia 1274 (? vol) (2001)
- Super Robot Wars (? vol) (2002)
- Shin Majuu Sensen (4 vol) (2004)
- Isetsu Kengou Denki Musashi (? vol) (2005-2006)

- Getter Robot Saga (avec Go Nagai) (4 vol) (date?)
- Getter Robot Go (avec Go Nagai) (7 vol) (date?), édition Delga, 1996, (5 volumes, les 2 derniers volumes non volumes sont inédits en France)
- Getter Robo Ark (avec Go Nagai) (3 vol) (date?)
- Aztekaiser (avec Go Nagai) (2 vol) (date?)
- Bakumatsu-den (3 vol) (date?)
- Dynamic Superobot (avec Go Nagai) (? vol) (date?)
- Godzilla (? vol) (date?)
- Momotaro Jigokuken (1 vol) (date?)
- Makuh Hakken Den (? vol) (date?) [6]
- Southern Cross Kid (4 vol) (date?)
- Ufo Robot Grendizer (1 vol) (1975 - 1976, uniquement les chapitres crossovers impliquant les Mazinger), édition Black Box, 2015
- Ultraman Taro (? vol) (date?)
- Tsu Ku Mo Ranzo (1 vol) (date?)

### Art books
- Majin Illustration Collection (3 vol) (date?)

### Jeux vidéo
- Dragon Slayer: The Legend of Heroes

### Divers
- Getter Robo Hien: The Earth suicide (support électronique?) (date?, en cours?)
- Film de Yakuza Weapon édité en version française